# Gornji Bištrani
Gornji Bištrani är ett samhälle i Bosnien och Hercegovina.   Det ligger i entiteten Federationen Bosnien och Hercegovina, i den centrala delen av landet, 28 km nordväst om huvudstaden Sarajevo. Gornji Bištrani ligger 605 meter över havet och antalet invånare är 344.
Terrängen runt Gornji Bištrani är huvudsakligen kuperad, men åt sydväst är den platt. Närmaste större samhälle är Visoko, 8,9 km söder om Gornji Bištrani. 
Omgivningarna runt Gornji Bištrani är en mosaik av jordbruksmark och naturlig växtlighet. Runt Gornji Bištrani är det ganska tätbefolkat, med 93 invånare per kvadratkilometer.